# European Organisation of Military Associations and Trade Unions
L'Organizzazione europea delle associazioni militari (in inglese European Organisation of Military Associations and Trade Unions o EUROMIL) è un’organizzazione non-governativa costituita da associazioni professionali e sindacati di personale militare con sede principale a Bruxelles, in Belgio. Fondata nel 1972, EUROMIL raggruppa più di 30 associazioni da 21 paesi europei, rappresentando il primario forum europeo con l'obiettivo di promuovere la cooperazione dei propri membri su questioni di interesse comune.
EUROMIL si impegna a garantire e promuovere i diritti umani, le libertà fondamentali e gli interessi socio-professionali del personale militare in Europa. EUROMIL lotta per il riconoscimento del diritto dei militari - uomini e donne - di formare e aderire a sindacati e associazioni militari indipendenti. L'inclusione i tali associazioni in un regolare dialogo sociale con le autorità nazionali è un obiettivo dell'organizzazione.
EUROMIL sostiene e promuove:
- il concetto di “Cittadino in Uniforme”: i soldati hanno gli stessi diritti degli altri cittadini
- il diritto dei soldati europei di formare e aderire ad associazioni professionali militari o sindacati
- l’inclusione di associazioni militari professionali e sindacati in un normale dialogo sociale
- associazioni membro nel loro lavoro di lobbying ogniqualvolta richiesto
- l’inclusione del personale di servizio militare nella legislazione sociale e del lavoro dell’Unione europea

EUROMIL monitora gli sviluppi nella NATO e nell’UE per fornire alle associazioni membro informazioni aggiornate sugli sviluppi internazionali nel campo della sicurezza e della difesa, nonché della legislazione sociale e del lavoro dell’UE. EUROMIL fornisce un forum comune di dibattito per le associazioni membro per lo scambio di informazioni, per la formulazione di linee guida e best practices in materia sociale e professionale del personale militare.
EUROMIL mantiene contatti formali con il Consiglio d'Europa, le istituzioni dell'Unione Europea, l'Assemblea parlamentare della NATO, l'Organizzazione per la sicurezza e la cooperazione in Europa (OSCE) e la Confederazione Europea dei Sindacati (CES/ETUC).
Tra i partner di EUROMIL vi sono il Kangaroo Group, Friends of Europe e lo European Movement International (EMI).
Dal 26 aprile 2024 l'Organizzazione Sindacale Italiana dei Militari ITAMIL - Esercito è il primo membro effettivo per l'Italia in seno ad Euromil.